# Gunung Bipak Satu
Gunung Bipak Satu är ett berg i Indonesien.   Det ligger i provinsen Aceh, i den västra delen av landet, 1 600 km nordväst om huvudstaden Jakarta. Toppen på Gunung Bipak Satu är 2 485 meter över havet, eller 107 meter över den omgivande terrängen. Bredden vid basen är 2,7 km.
Terrängen runt Gunung Bipak Satu är kuperad åt sydost, men åt nordväst är den bergig. Runt Gunung Bipak Satu är det ganska glesbefolkat, med 29 invånare per kvadratkilometer. I omgivningarna runt Gunung Bipak Satu växer i huvudsak städsegrön lövskog.